# Cyrtodactylus ranongensis
Cyrtodactylus ranongensis es una especie de gecos de la familia Gekkonidae.

## Distribución geográfica yhábitat
Es endémica de las tierras bajas de la Tailandia peninsular.